# Чудинов, Сергей Иванович
Сергей Иванович Чудинов (1912, д. Копец, ныне Пермская область, Российская империя — 1979, Новосибирск, РСФСР, СССР) — советский геодезист, начальник Новосибирского аэрогеодезического предприятия ГУГК (1947—1973).

## Биография
Родился в 1912 году в деревне Копец на территории современной Пермской области. Учился в Новосибирском инженерно-строительном институте, который окончил в 1937 году (инженер — астрономо-геодезист).
В 1938—1946 годах проходил службу в армии. Принимал участие в сражениях против Японии на озере Хасан, командовал танковым взводом. Участвовал в Великой Отечественной войне, был триангулятором моторизированного топотряда и начальником топографической службы в гвардейском механизированном корпусе. Во время боёв получил тяжёлое ранение и контузию. Достиг звания майора.
После военной службы работал в структуре представительства главного управления геодезии и картографии по Новосибирской области (1946). С 1947 по 1973 год руководил Новосибирским аэрогеодезическим предприятием ГУГК.
Умер в 1979 году в Новосибирске. Похоронен на Заельцовское кладбище (квартал 48н).

## Деятельность
В период руководства Чудинова был сделан большой объём работ, включая картографирование Сибири, Дальнего Востока, Крайнего Севера (масштаб — 1 : 100000); выполнены планы и карты Новосибирска в крупном масштабе, в частности, для проектирования трассы метро; при нём стартовали специализированные работы для ТЭЦ и ГЭС.

## Награды
Ордена Красной Звезды (1943, 1944), Трудового Красного Знамени (1972), медали, Почётная грамота Президиума ВС РСФСР (1962).